# 花垣村
花垣村（はながきむら）は、三重県名賀郡にあった村。現在の伊賀市の西部、名張川右岸、国道25号および名阪国道の沿線にあたる。

## 地理
- 河川：名張川、予野川

## 歴史
- 1889年（明治22年）4月1日 - 町村制の施行により、予野村・大滝村・桂村・治田村・白樫村の区域をもって伊賀郡花垣村が発足。
- 1896年（明治29年）4月1日 - 所属郡が名賀郡に変更。
- 1955年（昭和30年）1月1日 - 上野市に編入。同日花垣村廃止。

## 交通

### 道路
- 国道25号